# Бражник мертва голова
Бра́жник ме́ртва голова́ (Acherontia atropos) — комаха родини бражників. Один з 3 видів тропічного роду; єдиний вид роду у фауні України.

## Опис
Перша та друга пара крил відрізняються забарвленням та малюнком на грудях. Малюнок схожий на людський череп, вусики не більші від половини довжини переднього краю переднього крила.

## Поширення
Вся територія України. Ареал виду охоплює також Південну Європу, південно-східні райони Східноєвропейської рівнини, Кавказ, Малу й Західну Азію i Південно-західний Туркменістан, Північну Африку.
Місця перебування:на полях і містах, у лісосмугах і на схилах ярів, що поросли повієм звичайним.

## Чисельність та причини її зміни
До 40-х рр. 20 століття майже на всій території України був досить звичайним видом (в кінці 19 століття зафіксовано масове його розмноження на Півдні Київщини). У деякі роки нерідкісний вид, але загалом зустрічаються лише поодинокі особини. У кінці XIX ст. було зафіксоване його масове розмноження на пд. Київщини (околиці Фастова). Останні 5–10 років у сприятливі роки нерідкісний у Криму. Останні кілька років його було помічено неодноразово у Тернопільській області, очевидно мігрувавши в речах внутрішньо-переміщених осіб з півдня України.
Причини зміни чисельності. Хімічна обробка пасльонових культур (особливо картоплі), викорчовування чагарників і розорювання місць перебування. Зміни чисельності виду значною мірою пов'язані також з погодними умовами.

## Особливості біології
Протягом року розвиваються 2 генерації. Літ імаго у травні — липні й вересні — жовтні. Метелики живляться соком дерев, іноді бджолиним медом. Активний у сутінках і вночі; може мігрувати, долаючи значні відстані. Самиця відкладає по одному від 30 до 200 яєць на пасльонові (картопля, дурман, беладона тощо). Гусениці іноді живляться на інших рослинах (жасмин, бруслина, малина, бузок, повій). Лялечки зимують у ґрунті на глибині 15 — 20 см; чутливі до холоду, взимку часто гинуть.

## Охорона
Занесено до Червоної книги України (2006), статус — рідкісний. Охороняється у заповідниках України як компонент біоценозу. Розмноження у неволі не проводилось.

## У культурі
- Згадується в оповіданні «Сфінкс» Едгара По. Метелик повзав по павутині на вікні, а герою увижалося якесь чудовисько на схилі пагорба.